# 2 octobre 1927
Le dimanche 2 octobre 1927 est le 275e jour de l'année 1927.

## Naissances
- Claude Taittinger, homme d'affaires français
- Georges Méric de Bellefon (mort le 1er février 1954), officier français d'artillerie
- Jacques Fauché (mort le 17 juin 2013), peintre français
- Jimmy Slyde (mort le 16 mai 2008), danseur de claquettes américain
- Nikola Kljusev (mort le 16 janvier 2008), académicien, économiste et homme politique macédonien
- Uta Ranke-Heinemann, théologienne allemande

## Décès
- Jacques Pierre Jean Charles Abbatucci (né le 2 novembre 1857), homme politique français, député bonapartiste de Corse en 1885
- Richard Birdsall Rogers (né le 15 janvier 1857), ingénieur canadien en construction et en mécanique
- Svante August Arrhenius (né le 19 février 1859), chimiste suédois